# Grevillea hookeriana
Grevillea hookeriana  es una especie de arbusto  del gran género  Grevillea perteneciente a la familia  Proteaceae. Es originaria del sudoeste de  Australia Occidental.

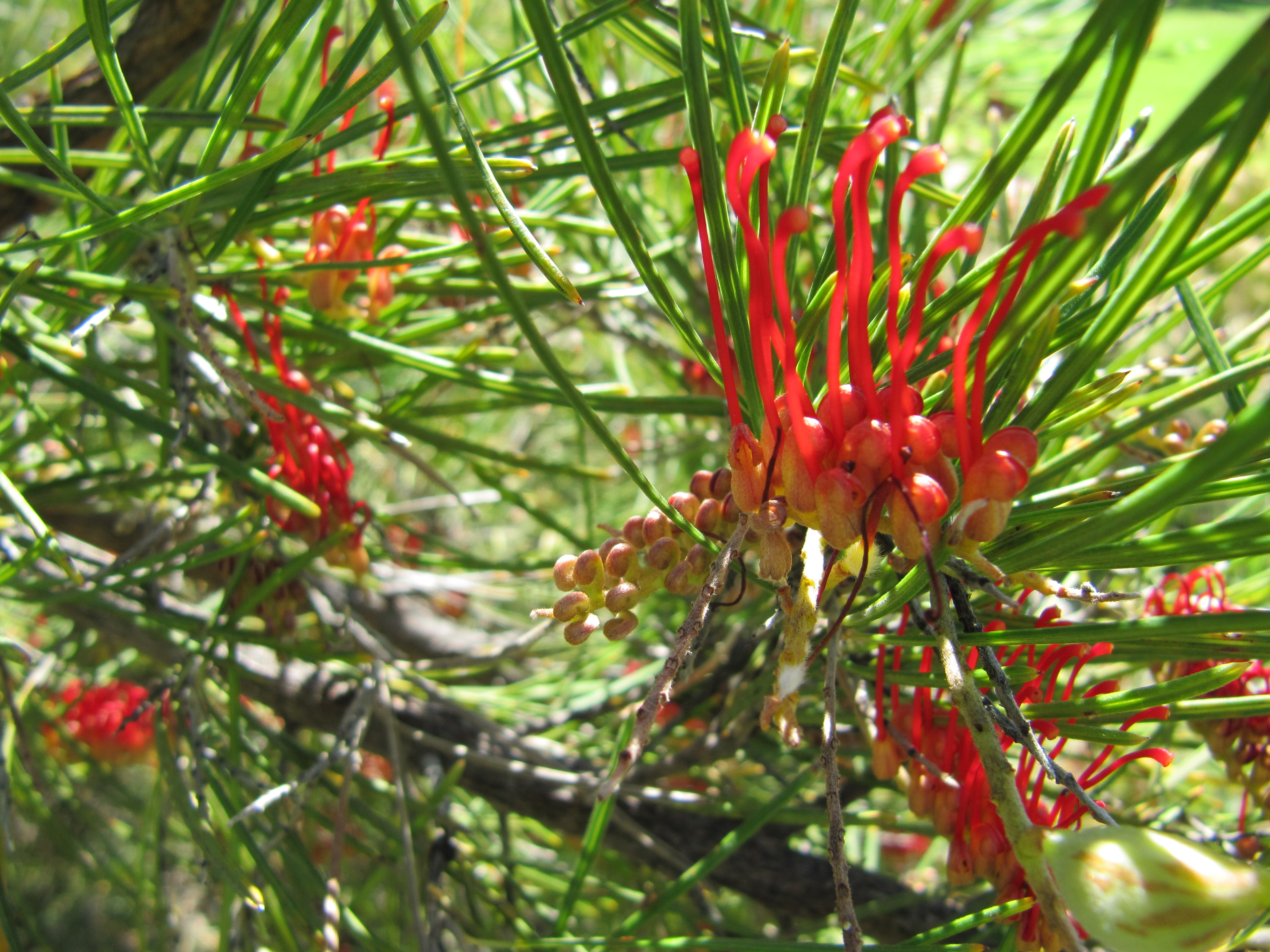
Inflorescencia

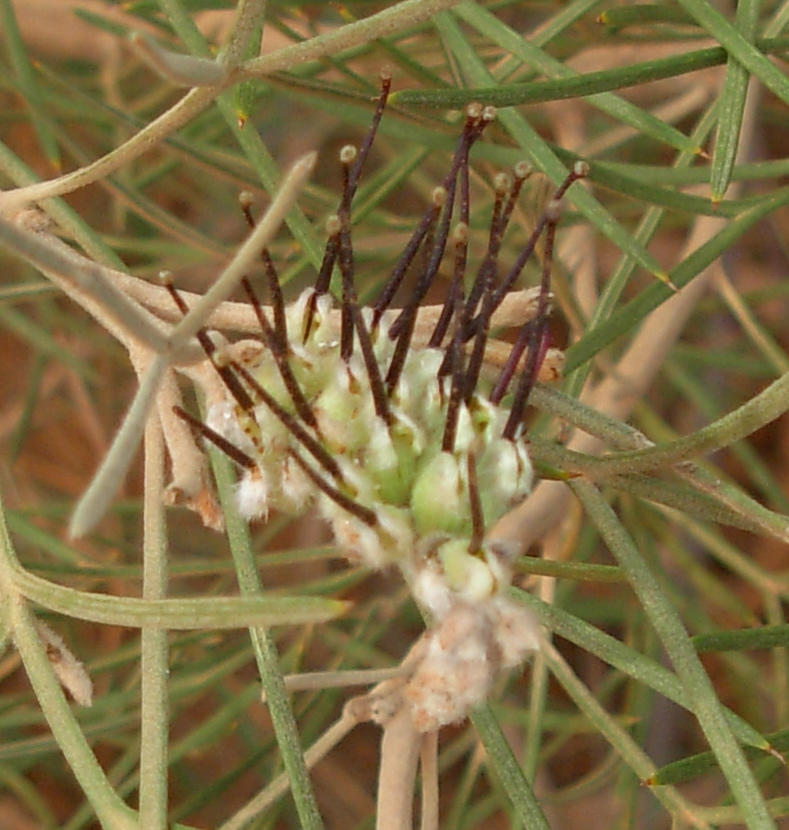
Detalle

## Descripción
Generalmente se desarrolla alcanzando un tamaño de entre 0,5 y 2,5 metros de altura y 4 metros de ancho. Las flores son de color amarillo, rojo o negro como  "cepillo de dientes" que se producen entre mayo y noviembre.

## Cultivo
Una variedad conocida como G.'Red Hooks' (a menudo erróneamente denominada G. hookeriana o G. hookerana) ha sido cultivada durante muchos años. Es un híbrido de G. hookeriana y G. tetragonoloba.
G. hookeriana es relativamente rara en el cultivo, y menos vigorosa que la variedad de cultivo. Es la más adecuada a un clima donde los veranos son secos. Requiere un buen drenaje y prefiere un lugar soleado o parcialmente sombreado y tiene una moderada resistencia a las heladas.  Se reproduce por esquejes semi-maduros o semillas.

## Taxonomía
Grevillea hookeriana fue descrita por Carl Meissner y publicado en Plantae Preissianae 1: 546. 1845.
Etimología
Grevillea, el nombre del género fue nombrado en honor de Charles Francis Greville, cofundador de la Royal Horticultural Society.
hookeriana': epíteto otorgado en honor del botánico Sir Joseph D. Hooker.
Subespecies
- Grevillea hookeriana subsp. apiciloba (F.Muell.) Makinson
- Grevillea hookeriana subsp. digitata (F.Muell.) Makinson

Sinonimia
Grevillea pritzelii Diels

Grevillea apiciloba F.Muell.

Grevillea flabellifolia S.Moore